# 贾廷德拉·莫汉·森古普塔
贾廷德拉·莫汉·森古普塔（英語：Jatindra Mohan Sengupta，1885年2月22日—1933年7月23日），印度革命者。他是印度国民大会党党员，曾参与不合作运动，后放弃自己的律师事业投身政治。森古普塔以反抗英国对印度的统治而出名，曾数次被英国警方逮捕，1933年逝于印度兰契的一所监狱中。

## 拓展阅读
- Jatindra Mohan Sen Gupta. . Modern Book Agency. 1933  [2021-05-02]. （原始内容存档于2021-05-09）.